# 玛尔塔·卡普尔索
玛尔塔·卡普尔索（義大利語：Marta Capurso，1980年8月18日—），意大利女子短道速度滑冰运动员。她曾代表意大利参加2002年和2006年冬季奥林匹克运动会短道速度滑冰比赛，获得一枚铜牌。